# Amerila alberti
Amerila alberti är en fjärilsart som beskrevs av Rothschild 1910. Amerila alberti ingår i släktet Amerila och familjen björnspinnare. Inga underarter finns listade i Catalogue of Life.